# Qianjiang (Hubei)
Qianjiang is een stad en arrondissement in de provincie Hubei van China. In 1999 had Qianjiang 998.525 inwoners. Door Qianjiang loopt de nationale weg G318.

## Geboren
- Cao Yu (1910-1996), toneelschrijver